# Batalha de Saint-Mathieu
A Batalha de Saint-Mathieu ocorreu em 10 de agosto de 1512 durante a Guerra da Liga de Cambrai, próximo a Brest, França, entre uma frota inglesa de 25 navios comandada por Sir Edward Howard e uma frota franco-bretã de 22 navios comandada por René de Clermont. Esta foi uma das apenas duas batalhas navais completas travadas pela armada Tudor do Rei Henrique VIII, junto com a posterior Batalha do Solent. Durante a batalha, o maior e mais poderoso navio de cada armada — Regent e o Marie-la-Cordelière (ou simplesmente Cordelière) – foram destruídos em uma grande explosão a bordo do último.

## Antecedentes
Embora a Guerra da Liga de Cambrai, às vezes conhecida como Guerra da Liga Santa (entre vários nomes alternativos), fosse em grande parte uma guerra italiana, quase todas as potências significativas da Europa Ocidental participaram em um momento ou outro, incluindo França, Inglaterra e Bretanha. Esta última era de facto independente da França, embora os Duques de Bretanha fossem vassalos do Rei francês.
Quando a guerra com a França eclodiu em abril de 1512, Edward Howard da Inglaterra foi nomeado almirante de uma frota enviada pelo Rei Henrique VIII para controlar o mar entre Brest e o estuário do Tâmisa. Howard apreendeu navios de várias nacionalidades sob o pretexto de que estavam transportando cargas francesas. No início de junho, ele escoltou até a Bretanha um exército que Henrique enviou à França sob o comando de Thomas Grey, 2º Marquês de Dorset, com a esperança de recuperar a Guiana. Howard então atacou Le Conquet e Crozon na costa bretã. Durante junho e julho, Howard controlou efetivamente o Canal da Mancha e diz-se que capturou mais de 60 embarcações. Em agosto, uma frota franco-bretã havia se reunido em Brest; Howard moveu-se para atacá-las.

## Batalha

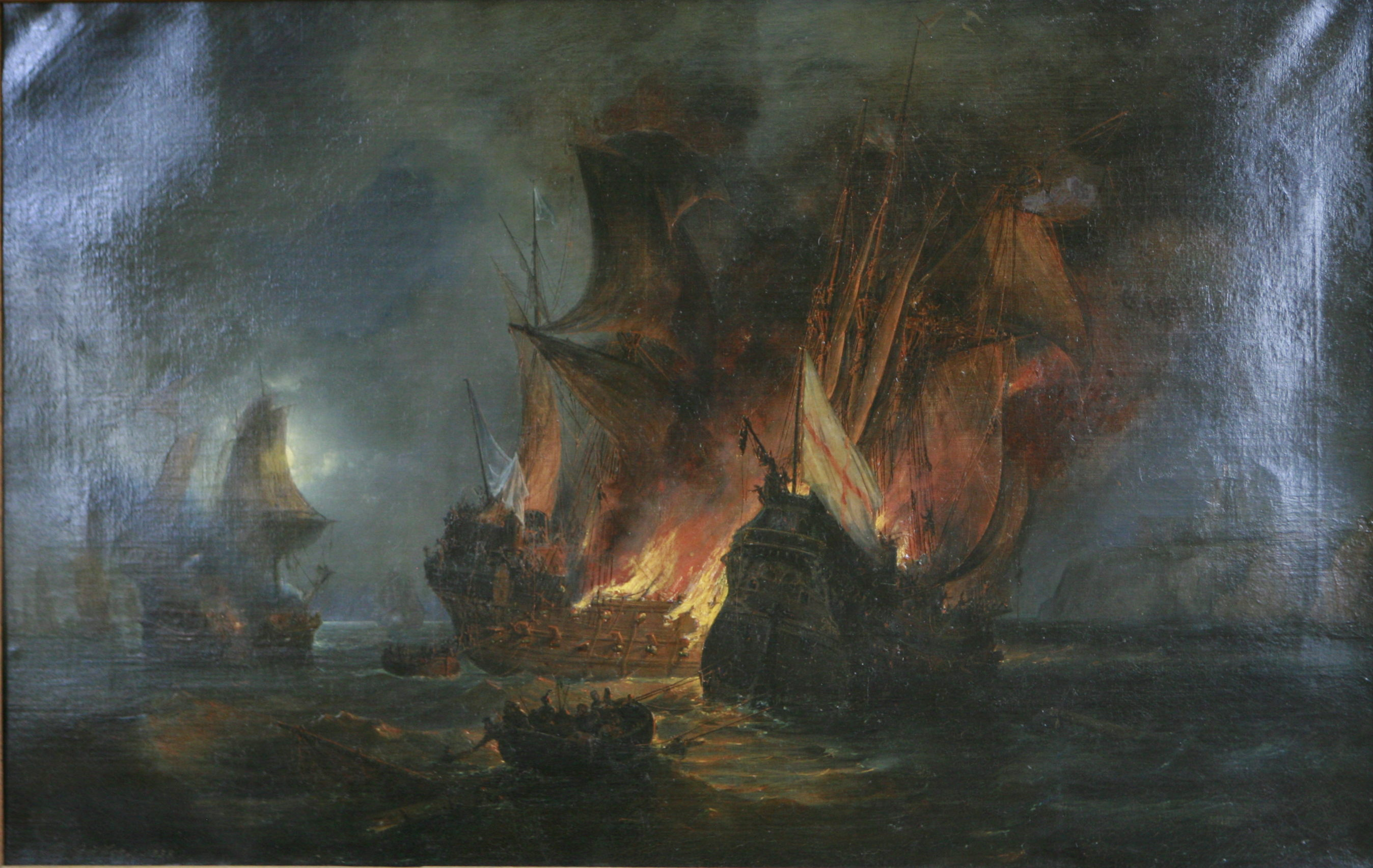
Pintura de 1838 da batalha por Pierre-Julien Gilbert que mostra imprecisamente designs de navios do final do século XVI

Bem informados sobre as manobras franco-bretãs, os ingleses os surpreenderam ancorados. Despreparados e confrontados por uma frota superior, todos os navios franceses e bretões cortaram suas âncoras e içaram suas velas. Por acaso, cerca de 300 convidados, incluindo algumas mulheres, estavam visitando o navio-almirante bretão Marie-la-Cordelière quando foi atacado. Na pressa, Hervé de Portzmoguer, o capitão do navio, não pôde desembarcá-los e a tripulação foi assim reforçada por esses combatentes "involuntários" que, no entanto, lutaram bravamente.
Marie-la-Cordelière e Petite Louise confrontaram os ingleses para cobrir a retirada do resto da frota francesa para o porto de Brest. Sob fogo inglês, o Marie-la-Cordelière de 1 000 toneladas, um dos maiores navios de guerra de sua época, navegou em direção ao Regent de 600 toneladas, que era o maior e mais poderoso navio da armada Tudor. Sovereign e Mary James correram para resgatar o Regent e cercaram o Marie-la-Cordelière, enquanto o fogo superior do Mary Rose danificou gravemente o Petite Louise, que foi forçado a recuar. Marie-la-Cordelière permaneceu sozinho entre a frota inglesa, com exceção do pequeno Nef-de-Dieppe que assediou os navios ingleses. Os canhões do Marie-la-Cordelière desmastroaram tanto o Sovereign quanto o Mary James, que se tornaram incontroláveis e derivaram no Mar de Iroise.
De Portzmoguer procedeu a ordenar sua tripulação a capturar o Regent. Ganchos de abordagem foram lançados e os dois navios foram amarrados juntos. Os marinheiros do Marie-la-Cordelière correram para o convés do Regent, que estava sendo constantemente reforçado por navios ingleses transferindo suas tripulações para o Regent. O Nef-de-Dieppe manobrou para bombardear esses novos atacantes. O convés do Regent estava coberto de sangue quando o Marie-la-Cordelière explodiu subitamente. As chamas se espalharam para o Regent e ambos os navios explodiram e afundaram. As tripulações de ambos os navios foram quase totalmente aniquiladas. Apenas 20 marinheiros feridos de 1 250 foram salvos do Cordelière, e da tripulação de 460 do Regent apenas 60 foram resgatados. Howard ficou devastado com a morte de Thomas Knyvett, o capitão do Regent, e jurou "que nunca mais verá o Rei na face até vingar a morte do nobre e valente cavaleiro, Sir Thomas Knyvet".

## Consequências
Nos dois dias seguintes, com a frota francesa em Brest, a frota inglesa capturou ou destruiu trinta e dois navios franceses e recuperou as valiosas âncoras francesas antes de retornar à Inglaterra. Como resultado do confronto, Sir Edward Howard foi nomeado Lord Alto Almirante por Henrique VIII. Bretanha e França ainda eram estados de facto separados na época, embora a Duquesa Ana fosse vassala do Rei Luís XII de França, com quem ela também havia se casado recentemente. A combinação das frotas francesa e bretã foi assim a primeira ação militar significativa na qual os dois países lutaram juntos, vinte e quatro anos após a Batalha de Saint-Aubin-du-Cormier (1488), a última batalha entre eles. Assim, tornou-se simbólica dentro da Bretanha da unidade entre Bretanha e França.
A destruição do navio bretão Marie la Cordelière rapidamente se tornou famosa. Os poetas franceses Humbert de Montmoret e Germain de Brie escreveram poemas sobre ela. A última obra apresentou uma versão tão exageradamente heroica da morte de Hervé de Portzmoguer, que ocasionou uma resposta satírica de Thomas More, levando a uma batalha literária entre More e de Brie. A morte de de Portzmoguer, no dia de São Lourenço (10 de agosto), foi posteriormente retratada como um ato deliberado de heroísmo abnegado. Ele supostamente teria dito «Nous allons fêter saint Laurent qui périt par le feu!». ("vamos celebrar a festa de São Lourenço, que morreu pelo fogo") antes de explodir o navio para evitar sua captura. Na verdade, não há evidência de que a explosão tenha sido intencional e os primeiros relatos literários não fazem tais afirmações. Esta versão foi comemorada pelo poeta bretão Théodore Botrel. Uma versão similar é retratada por Alan Simon na canção Marie la Cordelière de Anne de Bretagne (2008). Em 2018, o governo francês anunciou que estava procurando pelos destroços do Marie-la-Cordelière e do Regent.